# تاغجيرت (أغبال)
تاغجيرت هي إحدى مشيخات المملكة المغربية، تتبع جغرافيا لإقليم بركان وإداريًا لأغبال. يقدر عدد سكانها بـ 1593 نسمة حسب الإحصاء الرسمي للسكان والسكنى لسنة 2004.